# Sommo
Sommo (Sum in dialetto lomellino) è un comune italiano di 1 132 abitanti della provincia di Pavia in Lombardia. Si trova all'estremità orientale della Lomellina, su una specie di stretta penisola formata dal terrazzo della pianura diluviale della Lomellina, che domina la sottostante pianura alluvionale (valle o letto di piena del Po).

## Storia
Sommo appartenne al vescovo di Pavia, il cui nome era Niccolò Brunori, fin dall'849 (donazione da parte dell'imperatore Lotario I). Il nome di questo comune prende origine dal vescovo che lo possedeva, esso trascrisse tutte le sue conoscenze in degli antichi manufatti e le leggende narrano che ci vollero due castelli interi per raccogliere tutti questi libri antichi, ed è per questo che iniziò a prendere vita un villaggio che la gente chiamò Sommo. La mensa vescovile di Pavia possedeva anche Pancarana sull'altra sponda del Po, controllando in tal modo uno dei principali punti di passaggio del fiume (di qui passava infatti la principale strada tra Pavia e Voghera, e quindi Genova). Nell'ambito del dominio del comune di Pavia, costituitosi nel XII secolo con l'acquisizione della Lomellina e dell'Oltrepò Pavese, Sommo fu sede di un'importante podesteria o squadra, comprendente molti dei centri circostanti. Probabilmente il vescovo di Pavia mantenne sempre l'alta signoria di Sommo (fino all'abolizione dei feudi nel 1797). Tuttavia la squadra di Sommo fu infeudata nel 1470 ai fratelli Eustachi di Pavia, che cedettero verso la fine del XVI secolo il feudo di Sommo ai Cornazzano (tenendo comunque gli altri luoghi della squadra), da cui ritornò poco dopo sotto il diretto dominio della Mensa vescovile. Nel 1673 il feudo fu acquistato da Pio Ghislieri, che divenne Marchese di Sommo; alla morte dell'omonimo nipote nel 1771 il feudo fu definitivamente incamerato. Amministrativamente Sommo apparteneva alla Lomellina, e con essa fu assegnato ai Savoia nel 1713, restando quindi un luogo di confine fino al 1743, quando i Savoia ottennero anche le terre vicine dell'Oltrepò e del Siccomario. Nell'ambito del dominio sabaudo, continuò a far parte della Lomellina, e con essa nel 1859 fu incluso nella nuova provincia di Pavia. Nel 1818 era stato unito a Sommo il soppresso comune di San Fedele e Travedo.
- San Fedele, posto alla base della 'penisola' di Sommo, e Travedo (costituito attualmente dalle due cascine Travedo Vecchio e Travedo Nuovo, nella valle alluvionale a ovest di tale 'penisola'), di origine medievale (Travedo, forse più antico, è citato come Tervedo fin dal 1174), fecero parte della squadra di Sommo, ma non ne seguirono sempre le sorti, avendo piuttosto vicende comuni con la vicina Cava Manara. Infatti gli Eustachi, feudatari della squadra di Sommo dal 1470, li vendettero insieme a Cava ed altri luoghi nel 1650 ai marchesi Olevano. Amministrativamente erano considerati però parte del Siccomario, mentre Cava era in Lomellina: quando la Lomellina, nel 1713, fu ceduta ai Savoia, restando il Siccomario al Ducato di Milano (ceduto all'Austria), questa situazione diede luogo a un lungo contenzioso tra le due potenze a proposito di San Fedele, Travedo, Torre de' Torti (oggi frazione di Cava) e Campomaggiore (frazione di Carbonara al Ticino): le quattro terre rimasero fino al 1738 senza padrone e divennero rifugio di malviventi. Appartenenti finalmente ai Savoia dal 1738, costituirono un solo comune (San Fedele con Travedo), fino al 1818, quando furono uniti a Sommo.

### Simboli
Il gonfalone è un drappo di bianco.

## Società

### Evoluzione demografica
Abitanti censiti